# Nichts passiert (Film)

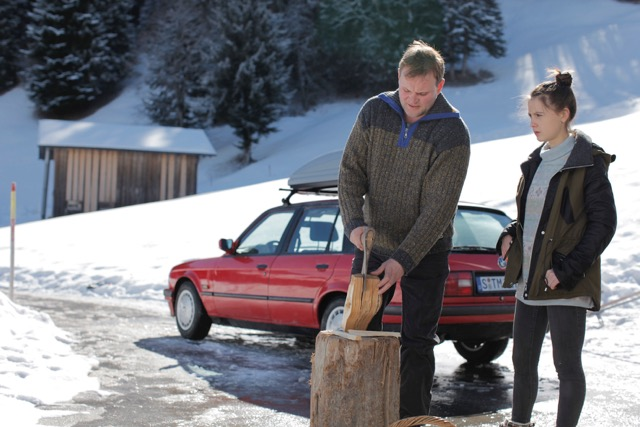
Szenenfoto, links: Devid Striesow, rechts Annina Walt

Nichts passiert ist ein Spielfilm des Regisseurs Micha Lewinsky aus dem Jahr 2015. Thomas Engel fährt mit seiner Frau, seiner Tochter und der Tochter seines Chefs in die Skiferien in die Schweizer Alpen. Obwohl er bemüht ist, gute Laune zu verbreiten, kommen schnell Familienprobleme und Schwierigkeiten mit der Dorfjugend zusammen. Nichts passiert hatte am 11. Februar 2016 Premiere.

## Handlung
Zu Beginn des Films sieht man Vater Thomas bei einer Psychotherapeutin, wo er nach einem nicht näher benannten „Kontrollverlust“ sich selbst bescheinigt, dass es seiner Familie deutlich besser geht. Er schiebt das Problem auf den damaligen Alkoholkonsum und zeigt volles Verständnis für die Therapeutin. Um seiner Familie zu zeigen, dass er keiner ist, „um den man sich Sorgen zu machen braucht“ und ein „normaler, netter Mann ist“, plant er einen Skiurlaub mit seiner Tochter Jenny und seiner Frau Martina, einer Schriftstellerin. Schon die Anreise bringt einige Konflikte zur Sprache; vor allem, dass Thomas Sarah, die Tochter seines Chefs, mit in den Urlaub nimmt.
Als die Vier die Hütte beziehen, funktioniert dort weder Strom noch Heizung. Thomas fährt zu Ruedi, dem Besitzer der Hütte. Dieser schickt seinen Sohn Severin zur Reparatur. Dabei erzählt Jenny, dass sie Severin schon kennt, seit sie Kinder waren, und er wie ein Bruder für sie ist. Bevor er geht, lädt er die Mädchen auf eine Party im Dorf am selben Abend ein. Martina ist dagegen, Jenny und Sarah schaffen es aber, Thomas zu überreden. Er will aufpassen, dass nichts passiert. Martina beginnt mit dem Schreiben an ihrem nächsten Buch. Thomas bringt die Mädchen ins Dorf und wartet in einem Café. Dort trifft er Ruedi und lehnt einen Schnaps ab. Um Erklärung gebeten, erzählt er, dass er unter Alkoholeinfluss absichtlich mit seinem Auto das Auto eines Kollegen gerammt hat. Von dem Vorfall und der anschließenden Therapie hatte er seiner Frau nichts erzählt.
Zur vereinbarten Zeit kommt nur Jenny zum Auto und ist wütend auf Sarah, ohne das genauer zu begründen. Thomas sucht Sarah und findet sie weinend in einem Fotoautomaten. Sie erzählt, dass sie mit Severin in seinem Auto geschlafen hat – was ihre Eltern nicht erfahren dürfen. Sie hatte vorher noch nie mit einem Mann geschlafen und ihm gesagt, dass er aufhören solle. Thomas will zur Polizei gehen, was Sarah, wie auch einen Anruf bei ihren Eltern, ablehnt. Er erzählt auch seiner Frau nichts von dem Vorfall, sondern versucht, die Familie mit einem Frühstück wieder positiv zu stimmen.
Sarah und Thomas fahren in eine Apotheke, um die Pille danach zu kaufen. Dabei erzählt Sarah, dass ihre Eltern nichts erfahren dürfen, da ihre Mutter das Sorgerecht hat und dem Vater das Besuchsrecht entziehen könnte. Um auch seine Tochter Jenny positiv zu stimmen, kauft er ihr ein teures Snowboard. Das verärgert Martina, da dieses Geschenk an bessere Noten gekoppelt war. Jenny und Sarah haben aber gemeinsam Spass beim Snowboarden.
Thomas kann nicht einschlafen und sieht Sarah draußen im Schnee liegen, bekleidet nur mit einem Nachthemd. Er wickelt sie in eine Decke und wärmt die unterkühlte Sarah auf. Ein als klärendes Gespräch geplantes Treffen mit Severins Vater Ruedi am nächsten Tag eskaliert. Er sieht in dem Vergewaltigungsvorwurf vor allem das Risiko, das Leben Severins zu ruinieren, hält ihn an, den Mund zu halten und wirft ihn hinaus.
Als Thomas mit Sarahs Vater telefonisch über das Problem sprechen will, erklärt dieser zuvor, dass er Thomas‘ Entwurf für eine eigene Literaturbeilage gelesen hat und diesen gut findet. Die aktuellen Probleme kommen danach nicht mehr zur Sprache. Auch Thomas’ Frau ist unzufrieden, dass Thomas seine Verantwortung für Sarah nicht wahrnimmt, sich nicht an Absprachen hält und seiner Frau einen gemeinsamen Skiurlaub schenkt, statt der von ihr gewünschten Zeit allein zum Schreiben.
Sarah entscheidet sich, doch zur Polizei gehen. Thomas fährt sie und versucht, ihr unterwegs die Schwierigkeiten im Verhör klarzumachen. Sie spielen das Verhör durch. Sarah erzählt die Geschichte aus ihrer Sicht, wobei einige Erinnerungslücken deutlich werden. Thomas weist sie darauf hin, dass sie mit ihrer Aussage einigen Menschen Probleme bereiten werde. Sie einigen sich, dass Sarah die Geschehnisse vorerst für sich aufschreibt.
Am nächsten Tag auf der Piste widersteht Thomas dem Alkohol nicht mehr und trinkt ein Bier und einen Schnaps. Bei einem kleinen Konzert am Abend fragt seine Frau ihn, was so schlimm an einer Trennung wäre. Auch Sarah und Jenny streiten sich, da Jenny immer noch eifersüchtig ist. Thomas sucht das klärende Gespräch mit Severin, der sagt, dass auch Sarah den Sex wollte. Thomas bringt ihn dazu, sich bei ihr zu entschuldigen, aber sie läuft davon. In der Gondel des Skilifts will sie ihren Vater anrufen, wovon Thomas sie abhalten will. Nach einem kurzen Handgemenge läuft Sarah erneut weg und stürzt von der Gondelplattform einige Meter in die Tiefe.
Kurz nacheinander kommen Sarahs Eltern ins Krankenhaus, wo Sarah im künstlichen Koma liegt. Sarahs Vater fährt mit zur Skihütte und isst mit Thomas’ Familie zu Abend. Er erzählt beiläufig von Thomas’ vorsätzlichem Zusammenstoss mit seinem Kollegen und überrascht damit dessen Frau und Tochter.
Am nächsten Morgen ist Sarah aufgewacht. Ihre Eltern wollen, dass Thomas ins Krankenhaus kommt. Dort stellt er fest, dass Sarah sich an nichts mehr erinnern kann, seit sie in der Hütte angekommen waren. Er redet ihr ein, dass der Sturz auf einer roten Skipiste geschehen ist. Severin möchte sie besuchen und sich entschuldigen. Thomas fängt ihn ab und erzählt ihm, dass Sarah alles vergessen hat.
Am letzten Abend geht Jenny nochmal auf eine Party ins Dorf. Als Thomas denkt, dass seine Frau schläft, geht er in Sarahs Zimmer und holt ihr Tagebuch. Martina erwischt ihn, und Thomas findet keine Ausrede, so dass sie vermutet, dass Thomas ein Verhältnis mit Sarah gehabt hat. Er redet sich damit heraus, dass Sarah sich in ihn verliebt habe, worauf er nicht eingegangen sei. Thomas gibt vor, von den Vorwürfen seiner Frau verletzt zu sein, trinkt ein Glas Rotwein und verlässt das Haus, wobei er erklärt, das Tagebuch in die Klinik bringen zu wollen. Er liest das Buch und fährt in die Stadt, um seine Tochter abzuholen. Diese hat mit Severin vor einer Weile die Kneipe verlassen. Thomas nimmt zwei kleine Flaschen Schnaps mit, trinkt diese und fährt zu Severins Haus.
Dort trifft er nur Severin an, der erklärt, kein Interesse an Jenny zu haben, da sie nicht gut genug aussehe. Thomas schlägt Severin mit einem Pokal und verletzt ihn am Kopf. Der Vater kommt hinzu und wirft Thomas hinaus. Währenddessen bricht Severin zusammen, der Vater will ihn ins Krankenhaus fahren und danach zur Polizei, um Thomas anzuzeigen. Thomas folgt ihnen auf einer kurvigen Bergstrasse mit hohem Tempo, fährt neben ihr Auto und ruft, man könne das doch klären. Schlussendlich rammt Thomas das Auto von hinten, es durchbricht die Leitplanke, stürzt einen Abhang hinab und überschlägt sich. Thomas hält kurz am Unfallwagen, fährt aber weiter, wobei unklar bleibt, wie es Severin und Ruedi geht. Zurück in der Hütte findet Thomas Jenny in ihrem Bett.
Zuletzt ist die Familie auf der Heimreise. Auf einem Parkplatz findet Thomas das Tagebuch in der Seitentasche des Autos und wirft es weinend in einen Papierkorb. In der letzten Einstellung fährt die Familie schweigend weiter.

## Produktion und Hintergründe
Laut Regisseur Micha Lewinsky steht im Zentrum des Films die Frage „Was passiert, wenn man von einem Verbrechen weiß, das man nicht begangen hat? Wann wird man vom Zeugen zum Mittäter?“ bis hin zu der Frage „An welchem Punkt machen wir alle uns jeden Tag schuldig, indem wir uns nicht gegen Unrecht wehren, von dem wir wissen?“. Lewinsky wollte für den Film unbedingt Striesow als Hauptdarsteller, der sofort zusagte. Daraufhin schrieb Lewinsky in wenigen Wochen das Drehbuch. Zwischen Spätsommer und der einzig freien Woche Striesows im Frühjahr des nächsten Jahres musste die Finanzierung des Projekts geklärt werden. Hierfür fand sich HC Vogel von Plan B Film als Partner. Auch das Schweizer Fernsehen war beteiligt.
Die Dreharbeiten fanden im Prättigau, einem Tal zwischen Landquart und Davos statt. Der Film wurde im Format 1:2.39 mit Dolby Digital 5.1-Ton auf Deutsch und Schweizerdeutsch gedreht. Er erhielt Unterstützung vom Schweizer Bundesamt für Kultur, der Zürcher Filmstiftung, von Succès Cinéma, vom Kulturfonds Suissimage, von der Kulturförderung Kanton Graubünden, von Swisslos und von Migros-Kulturprozent. Der Film ist seit dem 24. Juni 2016 auf DVD erhältlich.

## Rezensionen
epd Film findet, dass „Striesow so eine grundsympathische Ausstrahlung hat, dass der Zuschauer mit diesem rückgratlosen Würstchen mitzittert“, und findet auch „die übrigen Darsteller hervorragend“. Auch von der FAZ erhält Striesow eine gute Kritik: Es sei sein Verdienst, dass er den Unterschied zwischen Fiktion und Realität „fast zum Verschwinden bringt“. Die Frankfurter Rundschau sieht das Ende des Films etwas kritisch: „Und so ist dieser Film, der zum Finale leider etwas überdreht, auch eine Studie über den Horror, der letztlich jeder Familienbeziehung innewohnen kann.“

## Auszeichnungen
- 2014: Preis für das Beste Drehbuch für Micha Lewinsky (Kinofest Lünen)
- 2016: Schweizer Filmpreis für das Beste Drehbuch
- 2018: Platz 88 auf einer Liste der 100 besten Schweizer Filme seit 2000 (von insgesamt 1755 Filmen)[6]

## Festivalteilnahmen
- Palm Springs International Film Festival
- Santa Barbara International Film Festival
- Solothurner Filmtage
- Cinequest San Jose
- Zurich Film Festival – Internationaler Wettbewerb
- Filmtage Hof
- Mostra São Paulo
- Kinofest Lünen
- Heimspiel – Das Regensburger Filmfest